# Bohova
Bohova – wieś w Słowenii, w gminie Hoče-Slivnica. W 2018 roku liczyła 288 mieszkańców.